# Mil Mi-54
Mil Mi-54 là một dự án trực thăng thông dụng dân sự của Nga, được công bố năm 1992 nhằm thay thế cho loại Mi-2 và Mi-8. Nó sử dụng 2 động cơ 574 kW Saturn/Lyulka AL-32.